# Morrow
「morrow」（モロウ）はDragon Ashの12枚目のシングル。2003年6月25日発売。発売元はMOB SQUAD。

## 概要
- 本作から彼等は、プライベート・レーベル、「MOB SQUAD」でリリースを開始する。
- 本作ジャケットはデジパック仕様となる。
- 本作は発売延期され、前作「FANTASISTA」からは約1年半となるブランクがあった。
- 降谷建志は「Dragon Ashの曲で次の人生に持って行けるとしたら、この曲を持って行く」と雑誌のインタビューで語っている。
- C/W曲は既発楽曲含む、リミックス音源。
- 本作発売前『公開処刑』で降谷はZEEBRAからのdisを受けていたことから曲中歌詞などから、「アンサーソングではないか」と言われたが、降谷はこれを否定している。

## 収録曲
作詞：Kj
1. morrow  (4:28)
  - 作曲・編曲：Dragon Ash
2. Life goes on（FPM Beautiful Lovers mix）  (6:03)
  - 作曲：Kj　　
  - REMIX：Fantastic Plastic Machine
3. Fantasista（Ram Jam World remix）  (5:46)
  - 作曲：Kj
  - REMIX：朝本浩文（Ram Jam World）
4. morrow（DRY & HEAVY remix）  (5:26)
  - 作曲：Dragon Ash
  - REMIX：DRY&HEAVY

## 収録アルバム
＃1
- 『HARVEST』（2003年7月23日）
- 『The Best of Dragon Ash with Changes Vol.2』(2007年9月5日)